# ديزج تكية
ديزج تكية هي قرية في مقاطعة أرومية، إيران. يقدر عدد سكانها بـ 691 نسمة بحسب إحصاء 2016.